# Matilda Haritz Svenson
Matilda Haritz Svenson, född 23 november 1982 i Gustafs församling, är en svensk keramiker och skulptör. Haritz Svenson har bland annat medverkat i utställningar vid Gustavsbergs konsthall, Uppsala konstmuseum och Form Design Center i Malmö samt skapat offentlig konst till Nya Karolinska sjukhuset i Solna och Slottsbergsskolan i Göteborg.